# Kolonia Sójki
Kolonia Sójki [pronunciación en polaco: /kɔˈlɔɲa ˈsui̯ki/] es un asentamiento en el distrito administrativo de Gmina Kutno, dentro del Distrito de Kutno, Voivodato de Łódź, en Polonia central. Se encuentran aproximadamente 5 kilómetros al norte de Kutno y 55 kilómetros al norte de la capital regional, Łódź.